# Amblyseius californicus
Amblyseius californicus, Neoseiulus californicus (género Neoseiulus) según otros taxónomos, es un ácaro fitoseido de forma aperada y de color anaranjado. La taxonomía aun no está muy clara.
Es un depredador de otros ácaros, sobre todo de Tetranychus urticae una plaga habitual en muchos cultivos y por ello A. californicus es muy utilizado en el control biológico esta especie. Se alimenta sobre todo de sus huevos y de los estadios inmaduros.
Son muchas las casas comerciales que ofrecen este insecto para liberarlo en las explotaciones agrícolas que de modo natural no cuentan con él.